# Демандазавр
Демандазавр (лат. Demandasaurus) — род завроподных динозавров, принадлежащих к семейству реббахизаврид (Rebbachisauridae) надсемейства диплодокоид (Diplodocoidea), живших в течение раннего мела около 125 миллионов лет в районе нынешней Испании. Типовой и единственный вид — Demandasaurus darwini.

## История изучения
Род и вид описаны в 2011 году группой исследователей: Fidel Torcida Fernández-Baldor, José Ignacio Canudo, Pedro Huerta, Diego Montero, Xabier Pereda Suberbiola и Leonardo Salgado. Название рода относится к горной цепи, где было сделано открытие — Сьерра-де-ла-Деманда. Видовое название дано в честь Чарльза Дарвина.
Ископаемый голотип MDS-RVII был найден в формации Кастрильо де ла Рейна (Castrillo de la Reina) датирующейся концом баррема и началом апта. Он состоит из одного частичного скелета.

## Описание
Демандазавр является завроподом средних размеров, длиной от 10 до 12 метров и массой около 5 тонн. Бедренная кость составляет 274 сантиметра в длину.
Анализ костей показал принадлежность динозавра к семейству Rebbachisauridae, в составе которого он является сестринским таксоном африканскому роду Nigersaurus. Демандазавр также является первым реббахизавридом из Иберии.